# Kasamatsu
Kasamatsu (笠松町, Kasamatsu-chō) est un bourg du district de Hashima, dans la préfecture de Gifu au Japon.

## Géographie

### Situation
Kasamatsu est situé dans la plaine de Nōbi, dans le sud de la préfecture de Gifu, à la frontière avec la préfecture d'Aichi.

### Municipalités limitrophes
| Gifu    | Ginan      | Ginan        |
| Gifu    | Kasamatsu  | Kakamigahara |
| Hashima | Ichinomiya | Kakamigahara |

### Démographie
Au 1er mai 2014, la population de Kasamatsu s'élevait à 22 841 habitants répartis sur une superficie de 10,36 km2. Au 1er septembre 2024, elle était estimée à 21 826 habitants.

### Hydrographie
Kasamatsu est bordé par le fleuve Kiso au sud.

## Histoire
Le bourg moderne de Kasamatsu a été créé le 1er juillet 1889 à la suite de la mise en place du système de municipalités modernes. Il s'est agrandi en annexant les villages voisins de Matsueda le 1er août 1950 et Shimoharugi le 1er avril 1955. Les projets de fusion avec la ville voisine de Gifu ont été rejetés par un référendum en juin 2004.

## Transports
Kasamatsu est desservie par les lignes Nagoya et Takehana de la compagnie Meitetsu à la gare de Kasamatsu.